# أبو ضمضم (شخصية)
أبو ضمضم هو شخصية ورد ذكرها في حديث منسوب للنبي محمد، يُضرب به المثل في مسامحة الناس في آذيتهم وظلمهم له. روى ثابت البناني عن أنس بن مالك: «أنَّ رسولَ الله صَلَّى الله عليه وسلم قال: "ألَا تُحبُّونَ أن تَكُونُوا كَأبِي ضَمْضَم"؟ قالوا: يا رسول الله، ومن أبو ضمضم؟ قال: "إنَّ أبَا ضَمْضَم كَانَ إذَا أصْبَحَ" قَالَ: اللَّهُمَّ إنِّي قَدْ تَصَدَّقْتُ بِعرضِي عَلَى مَنْ ظَلَمَنِي". قال: فأوجب النبيُّ صَلَّى الله عليه وسلم أنه قد غفر له.»، يحكم علماء الحديث على هذا الحديث بالضعف.

## الشخصية
كنيته أبو ضَمْضَم، واسمه ونسبه غير معروفين، اختلف شراح الحديث إن كان من أمة النبي محمد أم من الأمم السابقة، فاعتبره البعض أنه صحابي، بينما قال سفيان بن عيينة: «رجلًا من المسلمين»، وقال ابن فتحون: «فالرجلُ لم يكن من هذه الأمة، وإنما كان قبلها، فأخبرهم بحاله تحريضًا على أن يعملوا بعمله، وما توهماه من أنَّ الصحابي في حديث أبي هريرة هو أبو ضمضم خطأ». توهم بعض المحدثين أنه علبة بن زيد الأنصاري الذي جاء في حديث أبي هريرةـ والذي كان يريد الصدقة فالتمس في البيت دراهم أو دنانير، فما وجد شيئا فقام فصلى ركعتين في الليل، فقال: يا رب يا الله، إن أهل الأموال تصدقوا بأموالهم، وأهل الخيول جهزوا خيولهم، وأهل الجمال جهزوا جمالهم. اللهم إنه لا مال لي، و لا جمال و لا خيول. اللهم إني أتصدق إليك بصدقة فاقبلها: اللهم كل من ظلمني، أو سبني أو شتمني، أو اغتابني من المسلمين فاجعلهم في عافية وفي حل وفي عفو. بينما نفى ابن فتحون أن يكونا نفس الشخصية. قال عبد الرحيم العراقي: «إنما هو رجل ممن كان قبلنا كما عند البزار والعقيلي».

## رواية الحديث وإسناده
رواه البزار وابن السنى في اليوم والليلة والعقيلي في الضعفاء من حديث أنس بسند ضعيف وذكره ابن عبد البر من حديث ثابت مرسلاً. ورواه أبو داود مرسلاً، وضعفه الحافظ العراقي والألباني، وقال أبو عبد الله المقدسي: إرساله أصح، وأيضًا في إسناده محمد بن عبد الله التميمي: لا يقيم الحديث.